# Louis de Forbin de Solliès
Louis de Forbin, plus connu sous le nom de Louis de Forbin de Solliès, seigneur du Luc, de Solliès, de Peyruis et autres lieux, est le fils de Palamède de Forbin, dit le Grand, et de Jeanne de Castillon. Il épousa par contrat du 25 mars 1485 (Albert, à Solliès), Marguerite Grimaldi, sa cousine germaine, fille de Jacques, baron de Bueil, et de Catarina del Carretto e Finale.

## Biographie
Louis de Forbin marcha sur les traces de son père, Palamède de Forbin, seigneur de Solliès, docteur en droit. Il mena une carrière de grand officier des cours souveraines provençales . D'abord « maître rational à la cour des comptes, aides et finances du pays et comté de Provence, Forcalquier et terres adjacentes », où il fut reçu le 22 mars 1482, il est ensuite président de la chambre des Comptes, reçu le 18 mai 1499 en l'office de Jean Matheron . Il est nommé le 26 juin 1502 premier conseiller à l'institution du parlement de Provence, avec rang de doyen, par le second édit d'érection donné à Grenoble. Il fut reçu le 18 novembre suivant, en la place d'Emery d'André qui y avait été nommé par le premier édit de juillet 1501, et qui prit en échange l'office de grand président en la cour des comptes qu'exerçait Louis de Forbin depuis 1499, ayant été auparavant reçu maître rational en 1482 . Forbin ayant été nommé ambassadeur près l'empereur d'Allemagne (1508), céda sa place de doyen à Bertrand Durand, déjà conseiller, et son office de conseiller à Esprit Parisis. Mais à son retour de son ambassade, il voulut reprendre sa charge, et le roi donna à Parisis celle de Michel Audibert, conseiller au parlement de Provence, qui fut transféré en pareil office à Toulouse. Louis de Forbin fut ensuite ambassadeur à Rome, et à son retour se démit définitivement de son office (1516), avant de partir pour une nouvelle ambassade, en Suisse.
Forbin fit son testament le 27 septembre 1521 (Louis Majeur, notaire à Lyon) et meurt en 1536, probablement à Lyon.

## Famille
La famille de Forbin est issue d'un pelletier de Langres. Le nom de Forbin fait son apparition sur la scène provençale, au cours de la dernière décennie du XIVe siècle. Installé à  Aix puis à Marseille, le maître peaussier bourguignon Guillaume Forbin (alias Fourbin) s'établit définitivement dans la cité phocéenne vers 1392-1394. Enrichis dans le commerce maritime méditerranéen, les Forbin comptaient une cinquantaine d'années plus tard, au nombre des plus puissantes familles marchandes marseillaises,.